# Only Yesterday (1991)
Only Yesterday (おもひでぽろぽろ, Omoide Poro Poro) is een Japanse animefilm uit 1991 geregisseerd door Isao Takahata van Studio Ghibli. Het woord Omoide in de titel betekent herinneringen en poro poro is een onomatopee voor tranen. De film is gebaseerd op een gelijknamige manga-serie van Hotaru Okamoto en Yuko Tone.
Deze animefilm past binnen het werk van Takahata op verschillende fronten. Wederom speelt zijn voorliefde voor het platte land een rol. Ook snijdt Takahata met deze film een origineel genre aan voor animatiefilms. Deze vernieuwende houding is ook typisch voor het werk van Takahata. De film deed het vooral goed bij een volwassen publiek.

## Verhaal
De film draait om een vrouw van 27, Taeko, die graag haar vakanties doorbrengt bij de familie van haar zwager op het platteland. Zij ontvlucht hiermee haar drukke leven in Tokio, en geniet hier erg van. Zelf is ze niet getrouwd.
Terwijl ze op een nacht per trein naar Yamagata reist, begint ze herinneringen op te halen aan haar jeugd. Ze weet nog hoe ze als klein meisje graag net als haar klasgenoten op vakantie zou gaan. Eenmaal in Yamagata wordt ze enorm nostalgisch over haar jeugd, en worstelt met haar problemen als volwassene zoals de liefde en haar carrière. De rest van de film wisselt voortdurend tussen heden en verleden, waarbij Taeko zich afvraagt of ze wel trouw is gebleven aan de dromen die ze als kind had.

## Rolverdeling
| Acteur           | Personage                  |
| ---------------- | -------------------------- |
| Miki Imai        | Taeko Okajima              |
| Toshiro Yanagiba | Toshio                     |
| Yoko Honna       | Taeko (56de graadsstudent) |
| Michie Terada    | moeder Taeko               |
| Masahiro Ito     | vader Taeko                |
| Chie Kitagawa    | grootmoeder of Taeko       |
| Yuki Minowa      | Yaeko Okajima              |
| Yorie Yamashita  | Nanako Okajima             |

## Achtergrond
De film speelt zich grotendeels af in het Takase district Yamagata. Vooral het Takase Station van de JNS senzanlijn is prominent aanwezig in de film. Verder bezoekt de hoofdpersoon enkele andere prominente locaties, zoals Mount Zaō.
In de Verenigde Staten werd de film uitgezonden door Turner Classic Movies op 26 januari 2006, als onderdeel van een maand die geheel in het teken stond van Hayao Miyazaki en Studio Ghibli.
In tegenstelling tot bij typische animestijl hebben de personages in de film meer gezichtsspieren en –uitdrukkingen. Om deze reden werden de dialogen van de acteurs eerst opgenomen, en werden nadien de animaties erbij getekend.
In de manga waar de film op is gebaseerd komt enkel de jonge Taeko voor. Omdat de manga een aantal losse verhalen bevat, besloot Takahata de film een soortgelijke opzet te geven met de verhalen als flashbacks die worden gezien door de volwassen Taeko.